# ダンテ・ビシェット・ジュニア
アルフォンス・ダンテ・ビシェット（Alphonse Dante Bichette, 1992年9月26日 - ）は、アメリカ合衆国・フロリダ州オーランド出身のプロ野球選手（内野手）。右投右打。
父は元メジャーリーガーのダンテ・ビシェットで、同じくプロ野球選手のボー・ビシェットは弟。

## 経歴

### ヤンキース傘下時代
2011年のMLBドラフト1巡目追補（全体51位）でニューヨーク・ヤンキースから指名され、6月18日に契約。契約後、傘下のルーキー級ガルフ・コーストリーグ・ヤンキースでプロデビューすると、54試合に出場して打率.342・3本塁打・47打点・3盗塁の成績を残した。9月にA-級スタテンアイランド・ヤンキースへ昇格。2試合に出場して打率.143・1本塁打・1打点の成績を残した。
2012年はA級チャールストン・リバードッグスでプレーし、122試合に出場して打率.248・3本塁打・46打点・3盗塁の成績を残した。
2013年はA級チャールストンでプレーし、114試合に出場して打率.214・11本塁打・61打点・1盗塁の成績を残した。
2014年はA+級タンパ・ヤンキースとAA級トレントン・サンダーでプレーし、2球団合計で127試合に出場して打率.264・10本塁打・68打点・1盗塁の成績を残した。オフにはアリゾナ・フォールリーグに参加し、スコッツデール・スコーピオンズに所属した。
2015年もA+級タンパとAA級トレントンでプレーし、2球団合計で127試合に出場して打率.264・10本塁打・68打点・1盗塁の成績を残した。
2016年はAA級トレントンでプレーし、112試合に出場して打率.226・3本塁打・47打点の成績を残した。オフには第4回WBCのブラジル代表に選出されたが、チームは予選で敗退して本大会進出はならなかった。
2017年もAA級トレントンでプレーし、72試合に出場して打率.262・4本塁打・33打点の成績を残した。オフの11月6日にFAとなった。

### ロッキーズ傘下時代
2017年12月23日、コロラド・ロッキーズとマイナー契約で合意した。2018年3月28日に解雇された。

### 独立リーグを経てナショナルズ傘下時代
2018年はアメリカン・アソシエーション（当時）のセントポール・セインツと契約した。2019年にはアトランティック・リーグのハイポイント・ロッカーズにトレードされ、ロッカーズで打率.386と好成績を上げてワシントン・ナショナルズとマイナーリーグ契約を結んだ。2020年5月31日にナショナルズを解雇された。

## 人物・エピソード
父方の祖父（ダンテ・シニアの父）は、アメリカ合衆国ニューヨーク市育ちのベルギー人で、祖母（ダンテ・シニアの母）はドイツ系アイルランド人のため、父ダンテ・シニアはフランス・アイルランド系アメリカ人である。その父親がブラジル人のマリアナと結婚したため、ダンテ・ジュニアと弟ボーは、フランス・アイルランド・ブラジル系アメリカ人となるため、母親の故郷であるブラジルの代表選手としてWBCなどの国際大会に出場可能となっている。

## 詳細情報

### 代表歴
- 2017 ワールド・ベースボール・クラシック・ブラジル代表